# Ivan Ivanovics Tyimosenko
Ivan Ivanovics Tyimosenko (oroszul: Иван Иванович Тимошенко) (Jejszk, 1941. szeptember 25. – Rosztov-na-Donu, 2007. április 2.) szovjet labdarúgó, nemzetközi labdarúgó-játékvezető.

## Pályafutása

### Labdarúgóként
1953-tól Jejszk városban kezdett futballozni. 1962–1977 között védő középpályás pozícióban szerepelt a szovjet I. Liga mérkőzésein. Élvonalbeli góljainak száma: 78. Az amatőr FC Vanguard egyesületben fejezte be az aktív labdarúgást.

### Nemzeti játékvezetés
A játékvezetői vizsgát 1976-ban tette le. 1980-ban lett az I. Liga játékvezetője. A nemzeti játékvezetéstől 1991-ben vonult vissza.
Első ligás mérkőzéseinek száma: 136.

#### Nemzeti kupamérkőzések
Vezetett kupadöntők száma: 3.

##### Szovjet labdarúgókupa
| Időpont         | Helyszín                | Mérkőzés típusa | Mérkőzés                               | Eredmény | Nézők száma |
| --------------- | ----------------------- | --------------- | -------------------------------------- | -------- | ----------- |
| 1986. május 2.  | Lenin Stadion, Moszkva  | döntő           | FK Torpedo Moszkva–FK Sahtar Doneck    | 1 – 0    | 35 000      |
| 1988. május 28. | Dinamo Stadion, Moszkva | döntő           | FK Torpedo Moszkva–FK Metaliszt Harkiv | 0 – 2    | 30 000      |
| 1990. május 2.  | Lenin Stadion, Moszkva  | döntő           | FK Lokomotyiv Moszkva–FK Dinamo Kijiv  | 1 – 6    | 15 000      |

### Nemzetközi játékvezetés
A Francia labdarúgó-szövetség Játékvezető Bizottsága (JB) terjesztette fel nemzetközi játékvezetőnek, a Nemzetközi Labdarúgó-szövetség (FIFA) 1984-től tartotta nyilván bírói keretében. Több nemzetek közötti válogatott és klubmérkőzést vezetett, vagy működő társának partbíróként segített. Az aktív nemzetközi játékvezetéstől 1991-ben búcsúzott. Válogatott mérkőzéseinek száma: 1.

#### Labdarúgó-Európa-bajnokság

##### U21-es labdarúgó-Európa-bajnokság
A tornának nem volt kijelölt házigazdája. Az 1990-es U21-es labdarúgó-Európa-bajnokságon az UEFA JB bíróként alkalmazta.

###### 1990-es U21-es labdarúgó-Európa-bajnokság
| Időpont             | Helyszín   | Mérkőzés típusa           | Mérkőzés        | Eredmény |
| ------------------- | ---------- | ------------------------- | --------------- | -------- |
| 1988. augusztus 30. | Finnország | előselejtező (4. csoport) | Finnország–NSZK | 0 – 3    |

#### Nemzetközi kupamérkőzések

##### Bajnokcsapatok Európa-kupája
| Időpont          | Helyszín                   | Mérkőzés típusa | Mérkőzés                      | Eredmény |
| ---------------- | -------------------------- | --------------- | ----------------------------- | -------- |
| 1986. október 1. | Kispesti Stadion, Budapest | első forduló    | Budapest Honvéd FC–Brøndby IF | 2 – 0    |

## Sportvezetőként
1991-től Rosztov-na-Donuban elnöke és edzője az FC Vanguard egyesületnek.

## Szakmai sikerek
- 1982, 1983, 1985, 1986, 1987, 1991 évi szezonban a legjobb 10 játékvezető között végzett.
- A szovjet JB elismerésül, a 100. első osztályú bajnoki mérkőzését követően arany jelvény elismerésben részesítette. A Szovjetunióban elismerésül, a 100 első osztályú bajnoki mérkőzés vezetését követően arany, 80 esetében ezüst, 60 esetében bronz jelvényt kaptak a játékvezetők.